# Prużański Pałacyk
Pałac Szwykowskich w Prużanie – zespół pałacowo-parkowy znajdujący się w Prużanie na Białorusi, wybudowany w poł. XIX w. w stylu neorenesansowym dla marszałka szlachty powiatu prużańskiego Walentego Szwykowskiego. Od 1998 pałac jest siedzibą muzeum krajoznawczego „Prużański Pałacyk”. Jest to jeden z dwóch odrestaurowanych budynków w stylu neorenesansowym na Białorusi (drugi to pałac w Łyntupach).

## Historia

### Dawny dwór
Po III rozbiorze Polski ziemie powiatu prużańskiego znalazły się w granicach Imperium Rosyjskiego. Katarzyna II przekazała je feldmarszałkowi Piotrowi Rumiancewowi, który szybko je sprzedał. Majątek przeszedł na własność rodziny Szwykowskich. Zbudowano wówczas nowy dwupiętrowy dom z drewna sosnowego. Był on zwrócony frontem do drogi prowadzącej do miasta. W tym czasie majątek liczył 10 budynków. Łączna powierzchnia nieruchomości wynosiła przeszło 4000 akrów.

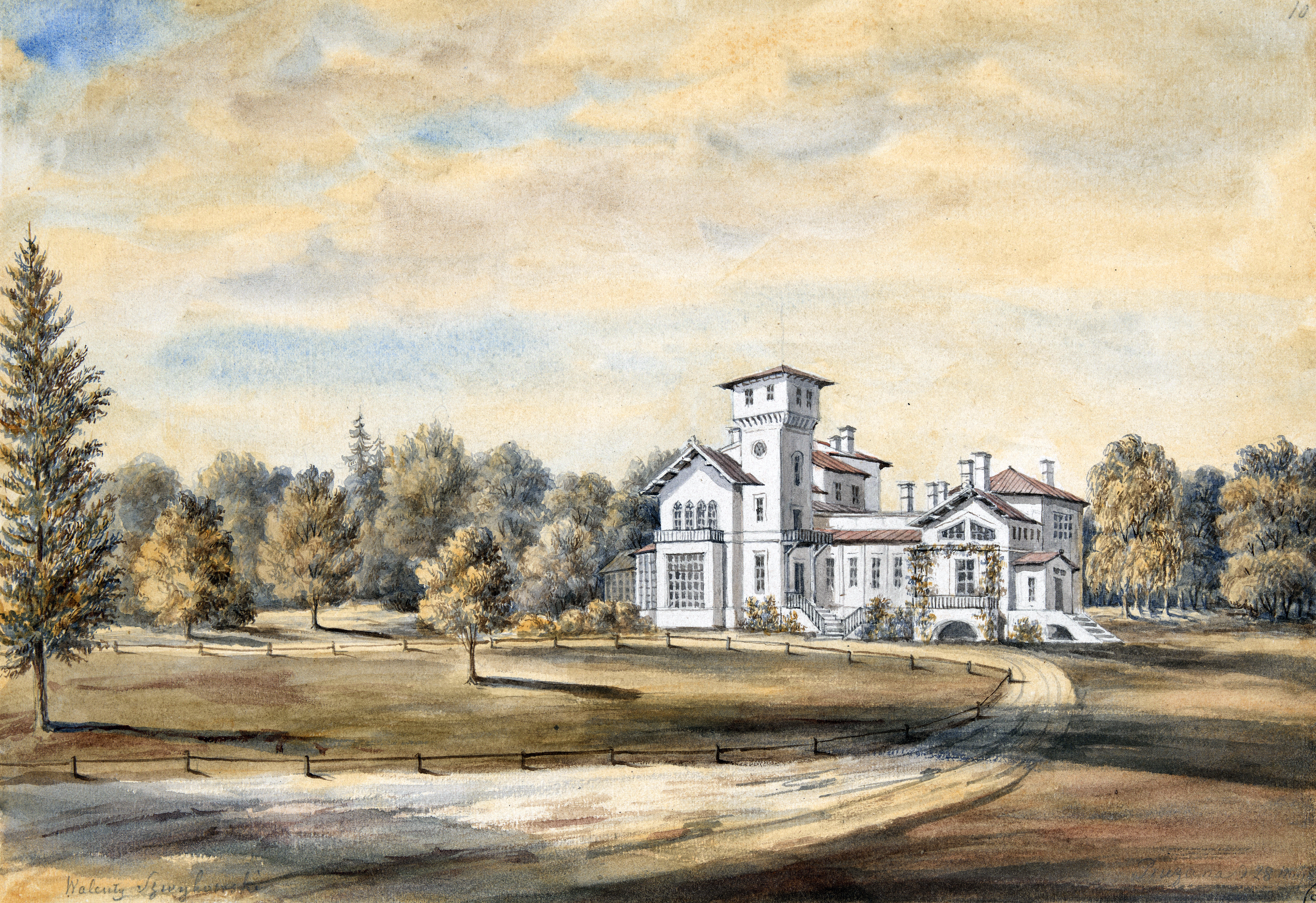
Pałac na akwareli Napoleona Ordy

Właściciel majątku Walenty Szwykowski zbudował tu browar, cegielnię oraz oranżerię z czerwonej cegły. Później zbudowano pałac według projektu włoskiego architekta Franciszka Marii Lanci.

### Konfiskata
W wyniku poparcia przez Walentego Szwykowskiego powstania styczniowego władze rosyjskie skonfiskowały majątek, a sam właściciel udał się na emigrację. Większość roślin z oranżerii została przeniesiona do pałacu w Puszczy Białowieskiej, książki i inne mienie zostały sprzedane na aukcji, a zabudowania cegielni zdemontowane.

### Po Szwykowskich
W 1895 roku Walenty Szwykowski sprzedał majątek hrabiemu Włodzimierzowi Klejnmichelowi i wyjechał do Warszawy, gdzie zmarł w 1900 r. Po śmierci został pochowany w jednej mogile z żoną na prużańskim cmentarzu.
W latach 1921–1939 w pałacu mieściło się starostwo powiatu, budynek przetrwał w dobrym stanie.
Podczas II wojny światowej budynek pełnił funkcję siedziby sztabu generała Guderiana oraz internatu dla niemieckich oficerów. Po wojnie w pałacyku mieściła się kawalerka uczelni rolniczej, przedszkole i przychodnia dentystyczna.

### Muzeum
W 1989 r. rozpoczęto generalny remont budynku. Zakończono go w 1999 r. i odrestaurowany pałacyk wraz z oranżerią przeznaczono na muzeum regionalne, w którym część pomieszczeń pełni rolę muzeum szlacheckiego dworu.

## Działalność
Każdego roku muzeum odwiedza około 8000 zwiedzających z całego świata. Placówka posiada ponad 6000 eksponatów. Organizuje wieczory muzyczne i literackie oraz konferencje naukowe. Oprócz pracy naukowej, pracownicy muzeum organizują wycieczki po mieście i regionie.
W muzeum prezentowane są także wystawy poświęcone Józefowi Ignacemu Kraszewskiemu oraz druki z przełomu XIX/XX wieku związane z Prużaną.